# Donkey Kong Country (série de jeux vidéo)
Pour les articles homonymes, voir Donkey Kong Country (homonymie).
Pour la série principale intitulée Donkey Kong, voir Donkey Kong (série).
Donkey Kong Country est une série de jeux vidéo développée par Rare, puis par Retro Studios depuis le rachat de Rare par Microsoft. C'est une série dérivée de Donkey Kong qui met en scène plusieurs personnages de la famille Donkey Kong. Le système de jeu des Donkey Kong Country sont des jeux de plates-formes classiques, même si chaque épisode amène quelques modifications aux mécanismes de jeux. La série est célèbre pour la qualité de ses graphismes créés sur des stations de travail Silicon Graphics et avec le logiciel PowerAnimator, pour créer des squelettes de modèles en trois dimensions, qui sont par la suite retravaillés, puis intégrés avec la méthode de compression ACM dans le jeu.
La série originale débute en novembre 1994 avec Donkey Kong Country qui est acclamé autant par les critiques que par les joueurs. Le jeu, doté de graphismes d'une qualité exceptionnelle pour l'époque, sort sur Super Nintendo et stupéfait tous les observateurs. Le jeu pose les bases d'un jeu de plates-forme très classique, mais doté d’innovations et de graphismes superbes. Le personnage de Donkey Kong est repensé et plusieurs personnages sont également créés, puis deviennent également des éléments importants de la série comme Diddy Kong ou Dixie Kong. En 1995, Donkey Kong Country 2: Diddy's Kong Quest met en scène Diddy Kong et le nouveau personnage Dixie Kong, sa petite amie. Le jeu reprend le même système de jeu avec quelques nouveautés comme la possibilité de tuer des ennemis avec les animaux et d'accéder à des zones avec les qualités de l'un ou de l'autre personnage. Le jeu introduit des easter eggs qui demandent beaucoup de méticulosité et de recherche, ce qui augmente la durée de vie du jeu. Donkey Kong Country 3: Dixie Kong's Double Trouble! est le dernier épisode qui sort en 1996 et qui met en scène Dixie Kong et son cousin Kiddy Kong, un nouveau personnage. Le jeu reprend toujours les mêmes mécanismes en apportant quelques nouveautés comme des quêtes secondaires, et l'importance des phases de recherche. Alors que Diddy's Kong Quest est acclamé par la critique, Dixie Kong's Double Trouble! est lui considéré comme décevant comparé à ses ainés.
Dès 1995, la suite de Donkey Kong Country est sortie sur console portable Game Boy et donne naissance à une série appelée Donkey Kong Land. Le premier épisode Donkey Kong Land, est une suite très proche graphiquement de son prédécesseur, réutilisant comme ses suites les mêmes techniques graphiques que l’opus SNES. En 1996, Donkey Kong Land 2, suite spirituelle de Diddy's Kong Quest, souffre notamment de problèmes d'adaptation des commandes. Cependant, Donkey Kong Land III, qui est édité en 1997, est très fidèle de Dixie Kong's Double Trouble!, même s'il comporte moins d'éléments d'exploration. Les trois épisodes sont assez bien accueillis par les critiques.
Donkey Kong Country est le renouveau de la série qui permet à Rare de devenir une des plus grandes entreprises de développement de jeux vidéo.
En 2002, Rare est racheté par Microsoft, ce qui met fin au développement des jeux de la série par le studio. Nintendo confie alors la licence à Retro Studios qui crée en 2010 Donkey Kong Returns, un jeu qui ne s'écarte pas des principes de conception mis en place par Rare deux décennies auparavant. Donkey Kong Country: Tropical Freeze, sorti en 2014, ne révolutionne pas non plus la licence, mais propose un jeu de plates-formes assez difficile pour intéresser les fans, et qui se dote de graphismes de meilleure qualité.

## Système de jeu

### Système de jeu original:Donkey Kong Country

#### Généralités
Donkey Kong Country est un jeu de plates-formes en deux dimensions à défilement horizontal se déroulant dans six zones distinctes, totalisant 40 niveaux. Le but du jeu est de franchir tous les obstacles et vaincre les ennemis qui se présentent, pour terminer tous les niveaux, éliminer également les mini-boss et le boss final pour reprendre le stock de bananes de Donkey Kong, dérobé par King K. Rool et les Kremlings. Chaque niveau est composé d'un thème unique et oblige le joueur à effectuer des tâches spécifiques et variées, comme la nage, conduire des mini-chariots de mine, sauter de plates-formes en plates-formes, lancer des tonneaux ou se balancer de liane en liane. Une particularité permet au personnage de prendre appui dans le vide pour sauter. La fin du jeu diffère en fonction du pourcentage de secrets découverts par le joueur. L'ensemble des niveaux représentent 50 % du contenu du jeu et les 50 % restants sont les secrets et niveaux bonus, mais une particularité permet d'atteindre 101 %,,,.

#### Spécificités et actions
Tous les personnages et ennemis sont d'assez gros sprites. Le joueur contrôle un des deux personnages du duo, Donkey Kong ou Diddy Kong qui peuvent marcher, courir et sauter, et peut interchanger entre les deux personnages à tout moment s'il le désire, si le joueur possède les deux. Donkey Kong est le plus puissant des deux et peut vaincre des ennemis plus facilement que Diddy Kong, cependant Diddy Kong est plus rapide et plus agile que son oncle et peut réaliser de grands sauts. De plus, Donkey Kong peut en frapper le sol, en sautant puis retombant à un endroit précis et peut faire apparaître ou déterrer les objets cachés. Le joueur rencontre aussi des pneus qu'il peut parfois déplacer et qui lui permettent de faire rebondir le personnage. Dans plusieurs niveaux, le joueur bénéficie de l'aide de plusieurs animaux sur lesquels le personnage peut monter. Le joueur peut les trouver dans des caisses en bois situées dans des grottes dont il doit en faire apparaître l'entrée avec des tonneaux. Ces animaux, ajoutant chacun leurs propres capacités au système de jeu : Rambi le rhinocéros peut foncer brusquement et détruire tout ce qui se trouve devant lui, Expresso l'autruche peut légèrement planer dans les airs et n'est pas gênée par les petits ennemis au sol, Enguarde l'espadon facilite la nage et peut vaincre les ennemis avec son rostre, Winky la grenouille permet de sauter et de vaincre divers assaillants en leur sautant dessus et Sqawks le perroquet qui ne peut être monté mais qui suit le personnage actif et lui procure de la lumière dans l'obscurité. Chaque animal peut être trouvé dans un niveau au thème approprié, par exemple Enguarde est logiquement dans le niveau sous-marin, et Sqawks dans les grottes sombres,,.
Chaque niveau est parsemé d'une innombrable quantité de bananes dispersée le long des niveaux, que le joueur doit ramasser. Les niveaux comportent de nombreux tonneaux aux fonctions diverses. Certains peuvent être ramassés par le joueur et jetés quand il le choisit et pour les faire rouler, comme les tonneaux simples que le joueur peut lancer sur ses ennemis et qui éclatent simplement à leur contact ou au premier obstacle, les tonneaux de TNT qui en plus explosent. Cependant, il existe également des barils en aciers qui écrasent tous les ennemis sans éclater et fauchent tout sur leur passage. Le joueur dispose également d'autres tonneaux qu'il ne peut pas déplacer comme les cannons-tonneaux, bordés d'un liseré blanc, qui permettent aux personnages de rentrer dedans, déclenchables par le joueur quand il le désire et qui projettent les personnages, ou comme ceux comportant en plus du liseré une grande étoile blanche, qui se déclenchent automatiquement et aussitôt. Les tonneaux marqués DK permettent de récupérer l'allié manquant le cas échéant, et le tonneau étoilé situé en milieu de niveau sert de checkpoint et permet de recommencer à partir de ce point si le personnage meurt. Certains tonneaux appelés stop & go font passer le niveau dans l'obscurité et ainsi permettent de venir à bout des ennemis appelés Rock Kroc. Il existe également des tonneaux cachés ou difficilement accessibles, qui donnent accès aux niveaux bonus,,,.
Quelques niveaux comportent également des plates-formes se délaçant, mais qui ne fonctionne que si le joueur récupère du carburant au fur et à mesure qu'il avance. Le joueur conduit aussi une sorte de chariot de mine, à la manière d'un jeu de course dans lequel il doit éviter les précipices en sautant et parfois choisir le bon chemin,.

#### Vies, mouvements et attaques, et morts
Le joueur débute la partie avec six vies. Le joueur perd une vie si le personnage qu'il dirige est touché par un ennemi, ou s'il tombe dans un trou. Pour vaincre un ennemi, le joueur peut faire une roulade ou une roue (pour Diddy kong), sauter et retomber dessus, lancer l'« attaque de la grosse baffe » (mouvement uniquement possible avec Donkey Kong). Cependant, Diddy Kong ne peut pas venir à bout des ennemis trop solides. D'autre parts, certains ennemis ne peuvent être vaincus avec ces techniques, le joueur peut les vaincre, mais uniquement à l'aide d'un tonneau ou d'un animal. Le niveau de difficulté des ennemis est variable, en augmentant au fur et à mesure que le joueur progresse dans les niveaux. Si le joueur possède les deux personnages et qu'il est touché, le personnage passif meurt, puis la fois suivante le personnage actif meurt à son tour. Si le joueur perd toutes ses vies, le jeu s'arrête. Toutefois, le joueur peut gagner des vies supplémentaires au cours du jeu, en récoltant des items disséminés dans les niveaux, comme les bananes qui rapportent une vie à chaque fois que le joueur en ramasse 99, ou les lettres du mot KONG qui sont éparpillées dans le niveau et qui rapportent une vie si le joueur les ramasse, les ballons de vie qui rapportent une vie par ballon si le joueur l'attrape ou la collecte de plusieurs symboles d'animaux en or qui permettent d'accéder aux niveaux bonus. Le jeu comporte également un grand nombre de passages secrets qui permettent au joueur d'accéder à des jeux bonus dans lesquels il peut obtenir des vies supplémentaires ou des items et qui servent en même temps de raccourcis au joueur. Chaque niveau comporte au minimum un niveau bonus,,.

#### Soutien de la famille Kong
Dans sa quête pour reprendre le stock de bananes que King K. Rool et les Kremlings ont volés, Donkey Kong est épaulé par sa famille. Tout d'abord, Diddy Kong l'accompagne pour former un duo homogène. En outre, plusieurs membres de la famille Kong apparaissent dans le jeu : Cranky Kong, le grand-père propose des conseils et amène un côté humoristique dans le jeu tout-en critiquant Donkey Kong, Candy Kong, l'amoureuse de Donkey, qui permet d'effectuer des sauvegardes et Funky Kong son cousin surfeur, qui permet des téléportations à travers les mondes,.

## Jeux

### Donkey Kong Country
Donkey Kong Country (DKC, et Super Donkey Kong au Japon) est un jeu vidéo de plates-formes développé par Rare et sorti en 1994 sur la Super Nintendo avec Donkey Kong, le singe kidnappeur dans le célèbre jeu d'arcade Donkey Kong sorti en 1981.
Le jeu met en scène les aventures de Donkey et son ami Diddy qui partent à la recherche de leur stock de bananes, volé par K. Rool, chef des monstres appelés Kremlings. Le joueur devra récupérer des bananes et détruire les Kremlings tout au long des six mondes qui constituent l'aventure.
L'ensemble des personnages et des décors sont réalisés en images de synthèse, à l'aide d'une station de travail de Silicon Graphics (société spécialisée dans l'infographie) ; cela a permis d'obtenir des graphismes tout à fait exceptionnels pour l'époque sur une console 16 bits. Le jeu rencontre un très fort succès, tant critique que commercial, et se vend à plus de 9 millions d'exemplaires, constituant ainsi la troisième meilleure vente de la Super Nintendo. La grande popularité du titre relance la licence Donkey Kong.

### Donkey Kong Country 2: Diddy's Kong Quest
Donkey Kong Country 2: Diddy's Kong Quest est un jeu vidéo de plates-formes sorti sur Super Nintendo en 1995 développé par Rare.
Il est réédité sur Game Boy Advance en 2004 et, par le biais du service Virtual Console, sur Wii en 2007 et sur Wii U en 2014.

### Donkey Kong Country 3: Dixie Kong's Double Trouble!
Donkey Kong Country 3 : Dixie Kong's Double Trouble! (ou Super Donkey Kong 3: Nazo no Krem au Japon) est un jeu vidéo de plate-forme sorti sur Super Nintendo en 1996 développé par Rare et créé par Nintendo. Il est réédité sur Game Boy Advance en 2005 et, par le biais du service Virtual Console, sur Wii en 2007 et sur Wii U en 2014.

## Série dérivée sur console portable:Donkey Kong Land
Dès 1995, la suite de Donkey Kong Country est sortie sur console portable Game Boy et donne naissance à une série appelée Donkey Kong Land. Le premier épisode, Donkey Kong Land, est une suite très proche graphiquement de son prédécesseur, réutilisant comme ses suites les mêmes techniques graphiques que l’opus SNES. En 1996, Donkey Kong Land 2, suite spirituelle de Diddy's Kong Quest, souffre notamment de problèmes d'adaptation des commandes. Cependant, Donkey Kong Land III, qui est édité en 1997, est très fidèle de Dixie Kong's Double Trouble!, même s'il comporte moins d'éléments d'exploration. Les trois épisodes sont assez bien accueillis par les critiques.

### Donkey Kong Land
Donkey Kong Land (Super Donkey Kong GB au Japon) est la suite du jeu vidéo Donkey Kong Country sur la console portable Game Boy, qui donne naissance à sa propre série dérivée composée de trois titres (avec Donkey Kong Land 2 et III). Le jeu est également disponible en téléchargement sur la console virtuelle de la Nintendo 3DS depuis le 16 octobre 2014.
Le scénario, qui se déroule juste après les évènements de Donkey Kong Country, met en scène Donkey Kong, Diddy Kong et Cranky Kong. Fou de jalousie, ce dernier taquine le duo en prétextant que leur succès est uniquement dû aux graphismes superbes et au son de qualité, mais ils lui répondent au contraire grâce à la qualité du gameplay. Cranky Kong leurs lance le défi de le refaire et justement le duo accepte. Il leur annonce que dans un jour il préviendra King K. Rool pour qu'il vienne dérober le stock de bananes. C'est ainsi que Donkey Kong et Diddy Kong repartent à l'aventure sur les mêmes chemins pour prouver à Cranky Kong qu'ils en sont capables.
Les capacités limitées de la console portable, comme la simplicité de son système de commande obligent à réduire le système de jeu. Les graphismes sont moins beau que sur Super Nintendo, même si la technique des graphismes pré-rendus est toujours utilisée. Un seul personnage est affiché à l'écran et la plupart des mécanismes de jeux sont empruntés à DKC. Si quelques niveaux ressemblent à ceux de Donkey Kong Country, la quasi-totalité des autres sont inédits, comme certains ennemis, qui sont également inédits. Le jeu reçoit un accueil positif de la part de la presse spécialisée, considéré comme un des plus beaux jeux Game Boy de l'époque.

### Donkey Kong Land 2
Donkey Kong Land 2 est un jeu vidéo de plates-formes qui fait suite à Donkey Kong Land sur Game Boy. Il est la suite de Donkey Kong Country 2: Diddy's Kong Quest sorti sur Super Nintendo. Développé par Rareware et édité par Nintendo, il a été modifié pour le Game Boy avec différentes nuances de couleurs, différents sons, etc. Comme pour Donkey Kong Land, la cartouche de Donkey Kong Land 2 est de couleur jaune banane.

### Donkey Kong Land III
Donkey Kong Land III est un jeu vidéo de plates-formes qui fonctionne sur Game Boy et Game Boy Color. Développé par Rare et édité par Nintendo, il a été conçu par Gary Richards et Huw Ward.

## Reprise de la série par Retro Studios
En 2002, Rare est racheté par Microsoft, qui confie la licence à Retro Studios en 2010 et crée Donkey Kong Returns, un jeu qui ne s'écarte pas des principes de conception mis en place par Rare deux décennies auparavant. Donkey Kong Country: Tropical Freeze, sorti de base en 2014 sur Wii U puis réédité en 2018 sur Nintendo Switch, ne révolutionne pas non plus la licence, mais propose un jeu de plates-formes assez difficile pour intéresser les fans, et qui se dote de graphismes de meilleure qualité.

### Donkey Kong Country Returns
Donkey Kong Country Returns, connu sous le nom de Donkey Kong Returns (ドンキーコング リターンズ) au Japon, est un jeu vidéo de plates-formes en 2.5D développé par Retro Studios et édité par Nintendo fin 2010 sur Wii. Le jeu est porté sur Nintendo 3DS en 2013 sous le titre Donkey Kong Country Returns 3D. Le jeu sera également réédité sur Nintendo Switch en 2025 dans une version remaniée en HD. Il s'agit du premier jeu de la série des Donkey Kong Country à ne pas être développé par Rareware.
Le jeu débute sur un groupe de créatures maléfiques, appelés les Tikis, qui arrivent sur l'île de Donkey Kong pour y hypnotiser les animaux afin qu'ils puissent s'emparer de la réserve de bananes de Donkey Kong. Il devra donc récupérer les bananes avec l'aide de Diddy Kong.

### Donkey Kong Country: Tropical Freeze
Donkey Kong Country: Tropical Freeze (ドンキーコング トロピカルフリーズ, Donkī Kongu Toropikaru Furīzu) est un jeu vidéo de plates-formes en 2,5D développé par Retro Studios, Monster Games et Nintendo SPD et édité par Nintendo sur Wii U, puis réédité sur Nintendo Switch en 2018. Il a été annoncé lors de l'E3 2013 et est sorti le 13 février 2014 au Japon et le 21 février 2014 en Europe et en Amérique du Nord pour la Wii U.